# 中位数检验
统计学中，中位数检验是皮尔逊卡方检验的特例，是一种非参数统计检验，用于检验多个抽样的总体中位数是否相同的零假设。每个样本中的数据按是否大于样本中位数分配到两组，然后用皮尔逊卡方检验，确定每个样本中观察到的频率是否异于根据两组数据分布得出的预计频率。

## 与其他检验的关系
对中大样本量，此检验的功效较低。通常可考虑用Wilcoxon–曼–惠特尼U检验双样本检验或在更多样本中的推广，即克鲁斯卡尔-沃利斯检验。中位数检验的相关性在于，其只考虑每个观测值相对总体中位数的位置，而Wilcoxon–曼–惠特尼检验则考虑每个观测值的等级。因此，上述其他检验通常比中位数检验更高效。此外，中位数检验只能用于定量数据。
不过必须注意的是，Wilcoxon–曼–惠特尼U检验（及克鲁斯卡尔-沃利斯检验）检验的零假设与中位数无关，对尺度参数与对称性的差异也很敏感。因此，若Wilcoxon–曼–惠特尼U检验拒绝零假设，不能说拒绝的原因仅仅是中位数的变化。通过模拟很容易证明，中位数相等但形状、尺寸不同的样本会导致Wilcoxon–曼–惠特尼U检验完全失败。
不过，虽然克鲁斯卡尔-沃利斯检验没有假设正态性，但确实假设了样本间方差大致相等。因此，在该假设不成立的情形下，中位数检验是一种有效检验方法。此外，Siegel & Castellan (1988, p. 124)认为，当观测值“偏离标度”时，没有其他方法能代替中位数检验。